# 2. Basketball-Bundesliga 1979/80
Die Saison 1979/1980 war die fünfte Saison der 2. Basketball-Bundesliga.

## Modus
Es wurde in zwei Gruppen Nord und Süd mit je zehn Mannschaften gespielt. Nach einer Einfachrunde spielten die ersten vier Mannschaften einer Staffel eine zweigleisige Aufstiegsrunde aus, deren Sieger in die Basketball-Bundesliga aufstieg. Die restlichen Mannschaften spielen eine Abstiegsrunde in ihrer Staffel aus. Aus der Nordstaffel steigen aufgrund der zugeordneten Regionalligen regulär zwei Mannschaften, aus der Südstaffel drei Mannschaften ab. In beiden Runden wurden alle Punkte der Hauptrunde mitgenommen.

## Teilnehmende Mannschaften

### Gruppe Nord
- DTV Charlottenburg
- FC Schalke 04
- VfL Pinneberg
- BG 74 Göttingen
- UBC Münster

Die Basketballabteilung des USC Münster trennte sich 1978 von der Volleyballabteilung und spielte wieder unter dem früheren Namen UBC Münster.
- BG Hagen

Spielgemeinschaft aus DEK und Fichte Hagen
- TSV Hagen 1860
- Oldenburger TB

Aufsteiger aus den Regionalligen Nord und West
- BC Johanneum Hamburg
- Jugend 07 Bergheim

### Gruppe Süd
- 1. FC Bamberg

Absteiger aus der Basketball-Bundesliga
- TuS Aschaffenburg

Absteiger aus der Basketball-Bundesliga
- TG Hanau
- SV Möhringen
- SpVgg 07 Ludwigsburg
- TV Eppelheim

Der TV Eppelheim zog sich vor Saisonbeginn aus der Liga zurück, der SB DJK München rückte nach.
- DJK SB München

Nachrücker
- TV Langen

Aufsteiger aus den Regionalligen Mitte, Südwest und Süd
- SB DJK Rosenheim
- VfL Kesselheim
- TSV Viernheim

## Saisonverlauf

### Abschlusstabellen Hauptrunde
Nord
| Platz | Team                     | Gesamt    | Gesamt |
| ----- | ------------------------ | --------- | ------ |
| 1.    | BG Hagen                 | 1506:1452 | 28:8   |
| 2.    | VfL Pinneberg            | 1553:1475 | 24:12  |
| 3.    | Oldenburger TB           | 1580:1471 | 22:14  |
| 4.    | DTV Charlottenburg       | 1311:1259 | 20:16  |
| 5.    | TSV Hagen 1860           | 1420:1390 | 18:18  |
| 6.    | UBC Münster              | 1408:1456 | 18:18  |
| 7.    | BG 74 Göttingen          | 1379:1383 | 16:20  |
| 8.    | FC Schalke 04            | 1514:1525 | 16:20  |
| 9.    | Jugend 07 Bergheim (N)   | 1396:1447 | 16:20  |
| 10.   | BC Johanneum Hamburg (N) | 1303:1512 | 2:34   |

Süd
| Platz | Team                       | Gesamt    | Gesamt |
| ----- | -------------------------- | --------- | ------ |
| 1.    | SpVgg 07 Ludwigsburg       | 1638:1341 | 32:4   |
| 2.    | TG Hanau                   | 1582:1515 | 28:8   |
| 3.    | 1. FC Bamberg (A)          | 1508:1279 | 28:8   |
| 4.    | TV Langen                  | 1656:1581 | 20:16  |
| 5.    | TuS Aschaffenburg-Damm (A) | 1560:1528 | 16:20  |
| 6.    | DJK SB München             | 1521:1505 | 14:22  |
| 7.    | SB DJK Rosenheim (N)       | 1499:1595 | 14:22  |
| 8.    | SV Möhringen               | 1588:1675 | 12:24  |
| 9.    | TSV Viernheim (N)          | 1547:1703 | 12:24  |
| 10.   | VfL Kesselheim (N)         | 1112:1489 | 2:36*  |

 * Der VfL Kesselheim trat zum Auswärtsspiel beim 1. FC Bamberg aufgrund Unstimmigkeiten bei der Terminierung nicht an. Das Spiel wurde mit 0:2 Körben und 0:4 Strafpunkten gegen den VfL Kesselheim gewertet.

### Aufstiegsrunden
Nord
| Platz | Team               | Gesamt*   | Gesamt* |
| ----- | ------------------ | --------- | ------- |
| 1.    | BG Hagen           | 2001:1848 | 36:12   |
| 2.    | VfL Pinneberg      | 2049:1949 | 32:16   |
| 3.    | Oldenburger TB     | 2160:1957 | 30:18   |
| 4.    | DTV Charlottenburg | 1695:1768 | 20:28   |

Süd
| Platz | Team                 | Gesamt*   | Gesamt* |
| ----- | -------------------- | --------- | ------- |
| 1.    | SpVgg 07 Ludwigsburg | 2122:1805 | 38:10   |
| 2.    | 1. FC Bamberg (A)    | 2041:1775 | 34:14   |
| 3.    | TV Langen            | 2212:2108 | 30:18   |
| 4.    | TG Hanau             | 2095:2114 | 30:18   |

 * Es wurden alle Ergebnissen der Hauptrunde in die Aufstiegsrunde mitgenommen.

### Abstiegsrunden
Da aus der Basketball-Bundesliga nach der Saison zwei Mannschaften in die Südstaffel absteigen, steigt dort eine Mannschaft zusätzlich ab bzw. in der Nordstaffel eine Mannschaft weniger ab.
Nord
| Platz | Team                 | Gesamt *  | Gesamt * |
| ----- | -------------------- | --------- | -------- |
| 1.    | FC Schalke 04        | 2407:2330 | 32:24    |
| 2.    | BG 74 Göttingen      | 2072:2006 | 28:28    |
| 3.    | TSV Hagen 1860       | 2120:2112 | 28:28    |
| 4.    | Jugend 07 Bergheim   | 2248:2203 | 26:30    |
| 5.    | UBC Münster          | 2180:2295 | 24:32    |
| 6.    | BC Johanneum Hamburg | 2028:2211 | 6:50     |

Süd
| Platz | Team                       | Gesamt *  | Gesamt * |
| ----- | -------------------------- | --------- | -------- |
| 1.    | DJK SB München             | 2325:2237 | 30:26    |
| 2.    | SB DJK Rosenheim (N)       | 2413:2428 | 30:26    |
| 3.    | TSV Viernheim (N)          | 2431:2515 | 24:32    |
| 4.    | TuS Aschaffenburg-Damm (A) | 2382:2360 | 22:34    |
| 5.    | SV Möhringen               | 2475:2593 | 18:38    |
| 5.    | VfL Kesselheim (N)         | 1787:2349 | 8:50     |

 * Es wurden alle Ergebnissen der Hauptrunde in die Abstiegsrunde mitgenommen.